# Ulnarislähmung
Die Ulnarislähmung (Ulnarisparese) ist eine Schädigung des Nervus ulnaris. Sie ist beim Menschen die häufigste periphere Nervenschädigung. Sie führt zur sogenannten „Krallenhand“ oder „Klauenhand“, manchmal auch „Radfahrerlähmung“ genannt.

## Symptome

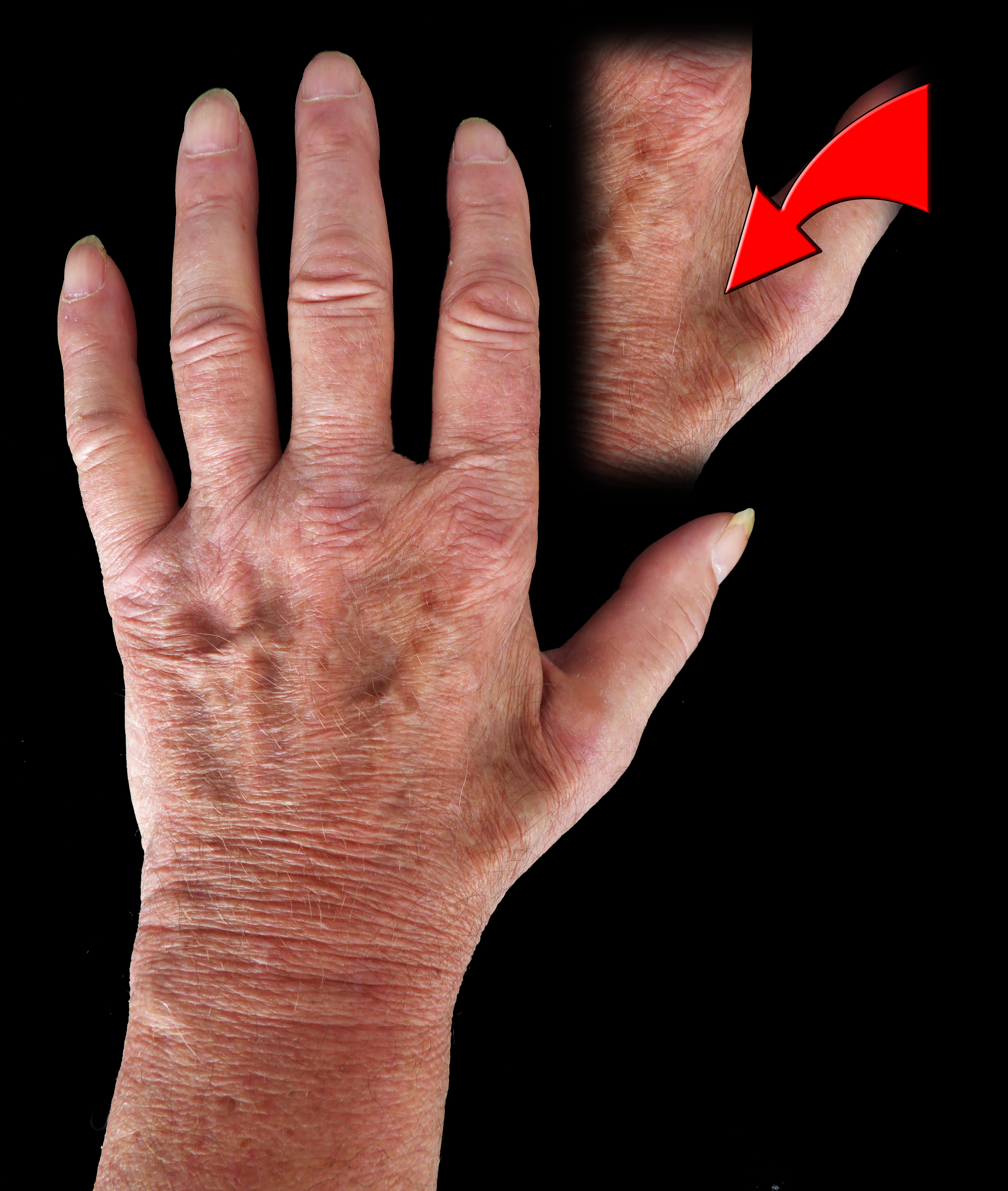
Hand eines Patienten mit Lähmung des Nervus ulnaris – beachte die Muskelminderung zwischen 1. und 2. Mittelhandknochen

Das Lähmungsbild wird durch den Ausfall der motorischen Funktionen der vom Nervus ulnaris versorgten Muskeln bestimmt. Es entsteht durch die fehlende Innervation der kurzen Fingermuskeln. Hierbei ist der Daumen abgespreizt (Ausfall Musculus adductor pollicis) und bei Beugung der Finger ist das Fingergrundgelenk gestreckt (Ausfall Musculi lumbricales und Musculi interossei, da die Wirkung der langen Fingerbeuger nur noch zur Beugung der Fingerendgelenke ausreicht). Dadurch ergibt sich eine negative Daumen-Kleinfinger-Probe.
Schädigungen des sensiblen Nervenanteils machen sich bemerkbar durch Taubheitsgefühl im Kleinfinger, an der nach außen zeigenden Seite des Ringfingers und am Kleinfingerballen.
Die häufigste Lokalisation einer Schädigung des Nervus ulnaris ist die Schädigung des Nervs im Bereich des Ellenbogens. Sie ist in der Regel durch eine Luxation oder Fraktur im Ellenbogengelenks bedingt, denn der Nervus ulnaris verläuft durch den Sulcus ulnaris. Zumeist liegt der Schädigungsort an der Stelle des Eintritts des Nerven in die Muskelloge am Unterarm. Die Unterscheidung zum Ulnarisrinnen-Syndrom (Sulcus-ulnaris-Syndrom) im engeren Sinne wird im klinischen Alltag meist nicht gemacht und das Kubitaltunnelsyndrom, sachlich inkorrekt, als Sulcus-ulnaris-Syndrom bezeichnet.
Auch die direkte mechanische Schädigung im Bereich des Ellenbogens, dort wo der Nerv direkt auf dem „Musikantenknochen“ verläuft, ist nicht selten das eigentliche Ulnarisrinnen-Syndrom.
Ein weiterer häufiger Schädigungsort befindet sich an der kleinfingerseitigen Handwurzel im Bereich des Canalis ulnaris (Guyon-Loge, Loge-de-Guyon-Syndrom). Wenn der Nerv an dieser Stelle geschädigt wird, sind, je nach genauem Schädigungsort, nur noch ein Teil seiner Handfunktionen betroffen, denn dort erfolgt die Teilung in Ramus profundus und Ramus superficialis.

## Differentialdiagnose
Ähnliche Sensibilitätsstörungen und Lähmungsbilder wie eine Schädigung des Nervus ulnaris können durch eine Nervenwurzelschädigung der 8. Halsnervenwurzel hervorgerufen werden, durch eine Schädigung des unteren Armnervengeflechts (Plexus brachialis) oder durch eine Schädigung des Rückenmarks, zum Beispiel durch eine Verengung des Wirbelkanals. Gelegentlich beginnt eine amyotrophe Lateralsklerose wie eine Ulnarislähmung.